# 南塔森
南塔森（？—1795年），是寮國歷史上萬象王國的第四代國王，1781年至1795年在位。越南史料稱其為昭難。
南塔森是翁本的長子。1778年，因寮國諸王國親緬甸，暹羅王鄭昭派頌德昭披耶·瑪哈甲沙色（後來的拉瑪一世）率領一支暹羅軍隊入侵萬象。南塔森被任命為萬象軍隊的總指揮官，對抗暹羅人。萬象被擊敗，翁本逃入叢林。南塔森被暹羅人擒獲，與他的兄弟們一起被送往吞武里當人質。玉佛和勃拉邦佛也被帶往吞武里。萬象成為暹羅的屬國。
1781年，南塔森獲准返回萬象，繼位成為國王。勃拉邦佛被歸還給萬象。然而，他的弟弟因塔翁被暹羅任命為副王，留在曼谷當人質。
南塔森在位期間，萬象入侵川壙，佔領其首都。1791年，南塔森向暹羅王拉瑪一世揭發，聲稱琅勃拉邦王阿努魯塔秘密會見緬甸人並圖謀反叛暹羅。他獲准襲擊琅勃拉邦，並在1792年佔領了這座城市。
玉洄棟多之戰後，越南後黎朝皇子黎維祗逃到宣光和高平抵抗西山朝。黎維祗試圖聯合萬象和川壙反抗西山朝。1791年，萬象遭到西山朝的入侵，南塔森被迫逃跑。最終他與西山朝達成和解。
1795年1月，南塔森被控告與那空拍儂的總督一起圖謀叛亂，據說他與西山朝達成外交協議。他被廢黜，帶往曼谷囚禁。他在1795年6月或7月死於曼谷，其弟因塔翁繼位。
| 南塔森 萬象王國 | 南塔森 萬象王國                     | 南塔森 萬象王國 |
| --------------- | ----------------------------------- | --------------- |
| 前任： 翁本     | 萬象王國國王 1781年11月 – 1795年1月 | 繼任： 因塔翁   |